# Kane (zespół muzyczny)
Kane – holenderski zespół muzyczny, grający rocka. Został założony w 1998 roku w Hadze. Aktualnie ma dwóch członków, są nimi Dinand Woesthoff (wokal) i Dennis van Leeuwen (gitara). Jednak od powstania zespołu grało w nim aż 19 różnych osób. Muzyków zainspirowało do grania irlandzkie U2.

## Dyskografia

### Albumy
- As long as you want this (2000)
- With or Without You (2000)
- So glad you made it (2001)
- What if (2003)
- February (2004)
- Fearless (2005)
- Everything You Want (2008)

### Single
- „Where do I go now” (1999)
- „Damn those eyes” (1999)
- „I will keep my head down” (2000)
- „Can you handle me” (2000)
- „So glad you made it” (2001)
- „Let it be” (2002)
- „Rain down on me” (2002)
- „Hold on to the worl (2002)
- „My best wasn’t good enough” (2003)
- „Before you let me go” (2003)
- „Rain down on me (Tiësto remix)” (2003)
- „My heart’s desire” (2004)
- „Something to say” (2005)
- „Fearless” (2005)
- „All I can do” (2005)
- „Believe it” (2006)
- „Catwalk Criminal” (2008)
- „Shot of a Gun” (2008)